# Branderslev Sogn
Branderslev Sogn 
ist eine Kirchspielsgemeinde (dän.: Sogn)
auf der Insel Lolland im südlichen Dänemark.
Bis 1970 gehörte sie zur Harde Lollands Nørre Herred im damaligen Maribo Amt, danach zur Nakskov Kommune im Storstrøms Amt, die im Zuge der  Kommunalreform zum 1. Januar 2007 in der Lolland Kommune in der Region Sjælland aufgegangen ist.
Im Kirchspiel leben 341 Einwohner, davon 0 im Kirchdorf (Stand: 1. Januar 2023).
Im Kirchspiel liegt die Kirche „Branderslev Kirke“.
Nachbargemeinden sind im Nordwesten Sandby Sogn, im Nordosten Købelev-Vindeby Sogn, im Südosten Utterslev-Herredskirke-Løjtofte Sogn und im Süden Sankt Nikolai Sogn.

## Persönlichkeiten
- Gustav Wied (* 1858 in Branderslev; † 1914 in Roskilde), Schriftsteller